# Un matrimonio interplanetario
Un matrimonio interplanetario (Italienisch: Eine interplanetarische Hochzeit) ist ein italienischer Science-Fiction-Film von 1910. Weitere Aufführungstitel sind Un marriage interplanétaire (Frankreich) und Marriage in the Moon (Großbritannien).

## Handlung
Aldovino beobachtet mit einem Teleskop den Sternenhimmel und entdeckt auf dem Mars die wunderschöne Yala, die ihn wiederum in ihrem Teleskop entdeckt. Beide verlieben sich ineinander und wollen heiraten.
Aldovino sendet daher per Telegraf ein Telegramm zum Mars und hält bei ihrem Vater Fur um ihre Hand an. Der Vater macht für die Hochzeit jedoch zur Bedingung, dass Aldovino in einem Jahr auf dem Mond landet. Die Erfüllung dieser Aufgabe scheint unmöglich zu sein. Doch sowohl Aldovino als auch Yala lassen sich jeweils ein Raumschiff bauen, mit denen sie zeitgleich auf dem Mond landen.

## Produktionsgeschichte
Regisseur Enrico Novelli (1876–1943), besser bekannt unter seinem Künstlernamen Yambo, drehte nur diesen einen Film, der als der erste phantastische Film Italiens gilt.
Unklar ist, ob der Film auch in Deutschland aufgeführt wurde. Die Internet Movie Database nennt als deutschen Synchrontitel Eine Hochzeit Planeten, der allerdings wenig Sinn macht.

## Überlieferung
2014 wurde der Film vom Nationalen Filmmuseum Turin durch Vimeo mit englischen Zwischentiteln online gestellt.